# Verrerie Houtart
La verrerie Houtart de Denain dans le département du Nord est fondée en 1870

## Un peu d'histoire

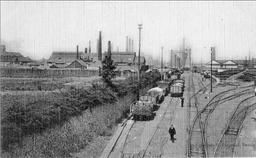
Verrerie Houtart de Denain et les forges

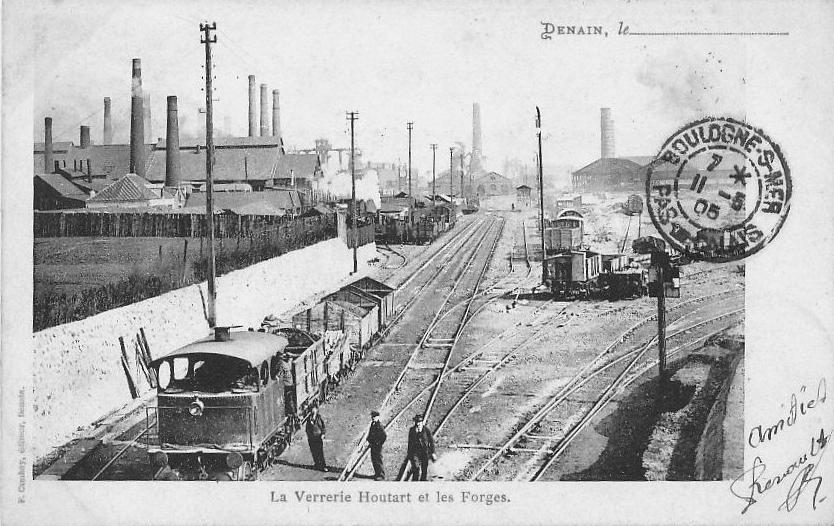
Verrerie Houtart de Denain

Eugène Henri Joseph Houtart né à Lourches le 14 juillet 1851 entre dans l'industrie verrière le 1er janvier 1868, devient maître-verrier, propriétaire de la verrerie de Denain, administrateur-délégué de la verrerie de Douai-Dorignies, fondateur de plusieurs verreries en France et à l'étranger. Eugéne Houtart sera décoré de la légion d'honneur et décède le 23 novembre 1916 à Paris.
La verrerie Houtart, dans le quartier du « Nouveau-Monde », est construite au pied des usines des Anciens Établissements Cail qui deviendra Société française de constructions mécaniques.
Le premier four de type Siemens, mais avec « accumulateur de chaleur,  récupérateur à air chaud, système A. Charneau », est installé en 1884 à la verrerie Houtart, de Denain. 
La Société anonyme des Verreries à Bouteilles du Nord absorbe en 1914 quatre verreries : la verrerie Houtart (à Denain), la verrerie Paul Wagret & Compagnie (à Escautpont), la verrerie de Dorignies (à Douai) et la verrerie Georges Chappuy (à Frais-Marais).